# 新坝镇 (扬中市)
新坝镇，是中华人民共和国江苏省鎮江市扬中市下辖的一个乡镇级行政单位。

## 行政区划
新坝镇下辖以下地区：
新坝社区、公信社区、新安村、双新村、五一村、向阳村、丰乐桥村、新宁村、立新村、红联村、联盟村、联合村、永平村和新治村。